# Дом културе „Влада Марјановић” Старо Село
| Дом културе „Влада Марјановић” Старо Село |                      |
|                                           |                      |
| Оснивач:                                  | Општина Велика Плана |
| Основан:                                  | 1969.                |
| Седиште:                                  | Старо Село Србија    |
| Веб презентација                          |                      |
| Контакт:                                  | 026/841-257          |

Дом културе „Влада Марјановић” Старо Село је основан 1969. године, са циљем организовање културно-просветног и забавног живота. Статус јавне установе добија 1992. године и од тада се делом из буџетских, делом из сопствених средстава финансирају активности промоције поезије, прозног стваралаштва, музичке и сценске уметности, организација фестивала, кинематографских вечери.
У склопу Дома културе „Влада Марјановић” у Старом Селу функциониште библиотека са око 2.500 регистрованих библиотечких јединица, чији је „заштитни знак” веома занимљива и богата стрипотека. Здање дома културе поседује велику позоришну салу са 285 седишта и диско-салу у којој се одржавају камерне представе, трибине, јавне дебате, видео-пројекције, књижевне вечери.
Фестивал Мале експерименталне сцене (МАЕКС) је заштитни знак и најважнија мисија Дома културе „Влада Марјановић„” у Старом Селу. Идејни творци фестивала су ентузијасти и културни ствараоци Добрица Миловановић и Јован Јова Илић, још 1979. године. После паузе, активиран је 2001. године, на иницијативу Јове Илића, уз подршку Синише Марјановића и Југослава Тодоровића, представника дома културе.
До сада су аматери из Старог Села на репертоар стављали комедије „Радован Трећи”, „Ванцаге”, „Ах, забога, стишајте се мистер Дринк”, „Јелисаветини љубавни јади”, „Јевремови мемоари” и др.